# تامي جونز
تامي جونز (بالإنجليزية: Tammy Jones)‏ هي مغنية بريطانية، ولدت في 12 مارس 1944.

## وصلات خارجية
- الموقع الرسمي
- تامي جونز على موقع IMDb (الإنجليزية)
- تامي جونز على موقع ميوزك برينز (الإنجليزية)
- تامي جونز على موقع ديسكوغز (الإنجليزية)